# John Howard Davies
Pour les articles homonymes, voir John Davies et Davies.
John Howard Davies est un acteur et producteur britannique né le 9 mars 1939 à Paddington, un quartier de Londres, et mort le 22 août 2011 à Blewbury, près de Didcot dans l'Oxfordshire. Fils du scénariste Jack Davies, il joua dans le film Oliver Twist tourné en 1948, dans le rôle d'Oliver.

## Filmographie
- 1948 : Oliver Twist de David Lean
- 1950 The Rocking Horse Winner d'Antony Pélissier
- 1951 La boîte magique de  John Boulting
- 1952 Mes belles années (Tom Brown's scholldays) de Gordon Parry